# Phyllanthus tiebaghiensis
Phyllanthus tiebaghiensis är en emblikaväxtart som beskrevs av Maurice Schmid. Phyllanthus tiebaghiensis ingår i släktet Phyllanthus och familjen emblikaväxter. Inga underarter finns listade i Catalogue of Life.